# 城区街道 (图木舒克市)
城区街道，是中国新疆维吾尔自治区自治区直辖县级行政区划图木舒克市下辖的一个乡镇级行政单位。

## 行政区划
城区街道共辖以下地区：
市区虚拟居委会。